# Nidaa Tounes
Nidaa Tounes (en árabe: حركة نداء تونس‎ Nidā’ Tūnis, en francés: Appel de la Tunisie; por lo general traducido como "Llamado por Túnez", o "La Convocatoria de Túnez") es un partido político tipo atrapalotodo secularista en Túnez. Luego de ser fundado en el 2012, el partido ganó la mayoría de las bancas en la elección parlamentaria de octubre del 2014. Además Béji Caïd Essebsi el fundador del partido fue elegido Presidente de Túnez en la elección presidencial del 2014.

## Historia

### Fundación
La fundación del partido fue anunciada por el ex primer ministro Béji Caïd Essebsi el 20 de abril de 2012 cuando lanzó su Llamado por Túnez en respuesta a eventos post-revolucionarios "de extremismo y violencia que amenazan las libertades públicas e individuales, y la seguridad de los ciudadanos". Fue fundado oficialmente el 16 de junio de 2012 y se describe a sí mismo como un partido "modernista" y "social-democrático" de la izquierda moderada. Sin embargo, también incluye destacadas corrientes económicas liberales.
El partido ha aglutinado antiguos miembros del Agrupación Constitucional Democrática del depuesto presidente Ben Ali, izquierdistas seculares, liberales progresistas y destourianistas (seguidores de Habib Bourguiba el "fundador" de Túnez). Además, el partido cuenta con el apoyo de numerosos miembros del Sindicato General de los Trabajadores de Túnez (UGTT) y del Sindicato Nacional de Empleados, UTICA. Ellos consideran que las fuerzas seculares de Túnez deben unirse para enfrentar el dominio del Movimiento Islamista Ennahda.
Desde su fundación hasta julio del 2013, 11 miembros de la Asamblea Constituyente de Túnez se unieron al partido  renunciando a varios otros partidos.

### Unión por Túnez
El 11 de febrero de 2013, el Partido Republicano se unió junto con Nidaa Tounes y otros cuatro partidos en una alianza política llamada Unión por Túnez (UPT). No solo ello sino que en julio del 2013, participó de un gran Frente Nacional de Salvación de oposición. Sin embargo, previo a las elecciones legislativas de octubre del 2014, Nidaa Tounes decidió participar con sus propias listas de candidatos y no como parte del UPT.